# Cernache
Cernache é uma povoação portuguesa sede da Freguesia de Cernache do Município de Coimbra, freguesia com 19,17 km² de área e 3962 habitantes (censo de 2021), tendo, por isso, uma densidade populacional de 206,7 hab./km².
Foi vila e sede de concelho entre 1420 e 1836. Este era constituído por uma freguesia e tinha, em 1801, 1 638 habitantes.

## Localização
A povoação de Cernache, centro da freguesia de Cernache, encontra-se no extremo sul, fazendo fronteira com o Município de Condeixa-a-Nova, distando cerca de 8 quilómetros de Coimbra.

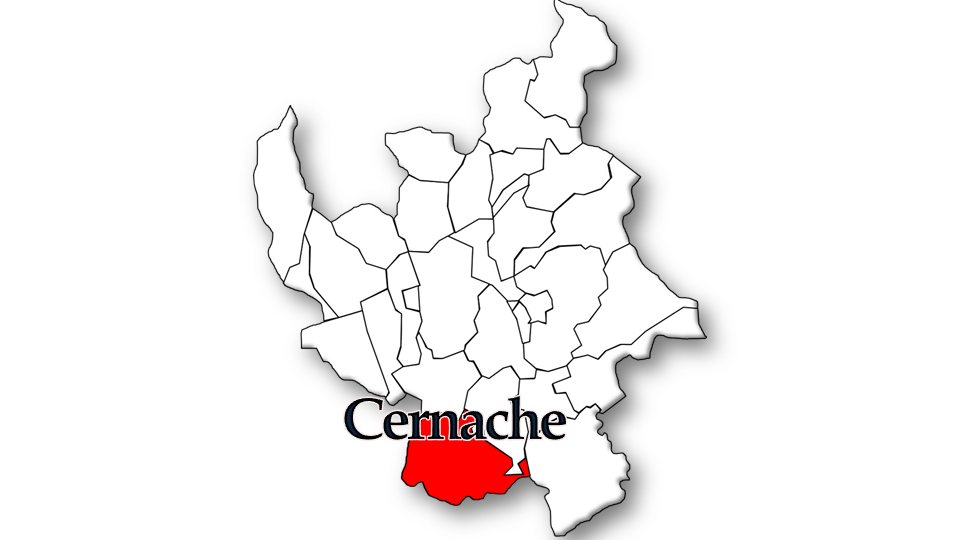
Localização no Município de Coimbra

## Demografia
Nota: No censo de 1864 tinha a designação de Cernache e nos censos de 1878 a 1930 figura com a designação de Sernache dos Alhos. Passou a ter a atual designação por decreto de 02/06/1910 (Fonte: INE)
A população registada nos censos foi:
| Distribuição da População por Grupos Etários | Distribuição da População por Grupos Etários | Distribuição da População por Grupos Etários | Distribuição da População por Grupos Etários | Distribuição da População por Grupos Etários |
| -------------------------------------------- | -------------------------------------------- | -------------------------------------------- | -------------------------------------------- | -------------------------------------------- |
| Ano                                          | 0-14 Anos                                    | 15-24 Anos                                   | 25-64 Anos                                   | > 65 Anos                                    |
| 2001                                         | 550                                          | 500                                          | 2039                                         | 782                                          |
| 2011                                         | 560                                          | 410                                          | 2262                                         | 816                                          |
| 2021                                         | 463                                          | 392                                          | 2081                                         | 1026                                         |

## História[6]
Numerosos vestígios atestam a presença dos povos hispano-romanos na freguesia, mas é com a fixação da capital em Coimbra, no reinado de D. Afonso Henriques, que se inicia o desenvolvimento da povoação. Ao tempo, graças às influências dos mosteiros dos cónegos regrantes de Santo Agostinho e de Celas, que aqui possuíam extensas propriedades.
Desse tempo, restam alguns rodízios na ribeira de Cernache e seus inúmeros pequenos afluentes, a testemunhar a importância de tal atividade no passado. Na verdade, grande parte dos cereais consumidos em Coimbra foi durante séculos farinada pelos moleiros desta freguesia, que cobravam uma certa maquia estabelecida pela Câmara da cidade.
Cernache foi concelho, com câmara e todos os funcionários administrativos e judiciais necessários, chamando-se então Sernache dos Alhos, pela abundância e boa qualidade destas liliáceas que os seus campos férteis produzem. É daqui que sai também a maior parte da cebola que se vende enrestiada nas feiras de S. Bartolomeu em Coimbra ou nas de Soure e Montemor.
Elevada a vila em 1420, por carta de D. João I, que entregou o senhorio a seu filho D. Pedro, duque de Coimbra, Cernache recebeu mais tarde o seu foral, concedido por D. Manuel I, em 15 de Setembro de 1514, mercê que o decreto de 6 de Novembro de 1836 suprimiu.
Da sua história ressaltam, ainda, donatários ilustres. 
Assim, foi primeiro Senhor de Cernache Fernão Vasques Pimentel, proprietário do Paço de Cernache (atualmente denominado “Casa do Paço”). Sucedeu-lhe no Senhorio de Cernache a sua filha D. Isabel Fernandes Pimentel, a quem em 1359 é mantida a mercê da jurisdição civil de Cernache pelo rei D. Pedro I, também para sua neta  D. Beatriz Fernandes Pimentel, as quais haviam pedido a sua manutenção com o fundamento de estarem na posse dela e serem moradoras no dito lugar, mandando o mesmo rei sustar, no estado em que estava, a demanda suscitada entre aquelas senhoras e o concelho de Coimbra, por causa da referida jurisdição.
D. Isabel Fernandes Pimentel, nascida cerca de 1290, casou com Fernão Nunes Cogominho, filho de Nuno Fernandes Cogominho, 1º Almirante-Mór do Reino  e Chanceler do infante D. Afonso (futuro D. Afonso IV) e tiveram D. Beatriz Fernandes Pimentel.
D. Beatriz Fernandes Pimentel, nascida cerca de 1320, casou com Gonçalo Nunes Barreto, a quem D. Pedro I deu a Alcaidaria e a tenência do castelo de Montemor-o-Velho em1357. Tendo D. Beatriz levado em dote o senhorio e a jurisdição civil de Cernache, veio a mesma a ser confirmada a Gonçalo Nunes Barreto por D. Fernando em 1372.
Gonçalo Nunes Barreto vendeu em 1413 a D. João I “os Paços e pomar de Cernache com todo o seu assentamento”.
D. João I, estando em Tentugal, fez mercê e doação, em 11 de Setembro de 1420, do lugar de Cernache com todos os seus direitos, que haviam sido de Gonçalo Nunes Barreto, ao seu filho Infante D. Pedro, Duque de Coimbra. 
O infante regente D. Pedro, em 15 de junho de 1425, fez mercê da vila de Cernache não a Guilherme Arnão, como por engano dizem Manuel Gomes de Lima Bezerra e Frei Luís de Sousa, mas a Álvaro Gonçalves de Ataíde, trespassando-lhe todo o seu direito, rendas e jurisdições que nele tinha em virtude das doações que el rei, seu pai lhe fizera e constam mais detidamente duma carta de D. João III, passada em Lisboa em 18 de novembro de 1522, a requerimento de D. Afonso de Ataíde.
A sede da freguesia, que começou a estender-se ao longo da Estrada Nacional n.º1, esteve desde tempos muito antigos ligada a Coimbra. Nas imediações passava a estrada romana de Lisboa a Braga, e os peregrinos chegavam a esta vila, onde Álvaro Anes de Cernache fundara um hospital e uma albergaria especialmente para os acolher. Sobre esta escreveu Giovanni Confalonieri, em 1594: "Tem uma hospedaria bem cuidada, com serviço de pratos, por certo parecido com Itália".

## Património

### Quinta dos Condes de Esperança
À entrada de Cernache, assinalada por um torreão de gosto romântico, fica a antiga Quinta dos Condes de Esperança, com o seu parque agradabilíssimo de grutas e altos plátanos, que já teve fama de ser um dos melhores do País.
Foi adquirida pela Companhia de Jesus, que ali instalou um bem apetrechado colégio dirigido pelos padres jesuítas. Atualmente, continua a funcionar um colégio, o CAIC. É um colégio privado mas, devido a um acordo com o Estado Português, todos os alunos que o frequentarem, apenas precisam de pagar as refeições. O CAIC leciona do 5º ao 12º ano.

### Igreja matriz
A igreja matriz testemunha o passado histórico da vila, apresentando vestígios dos séculos XIII-XIV, românicos, na sacristia e capela-mor. O corpo, renascentista, sofreu grandes ampliações no século XVI, ganhando um notável efeito decorativo no interior, por causa das suas elegantes capelas laterais. Possui ainda um notável conjunto de obras de arte, de que se destacam a estatuária pétrea da Renascença coimbrã, uma credência, também de calcário de Ançã, da época de D. João V, os azulejos, datados de 1770 e fabricados em Coimbra, e o retábulo maneirista. Na capela do Santíssimo, a merecer a maior atenção é o famoso relevo de alabastro de Nottingham, considerada a mais bela escultura de todas quantas se fizeram em Inglaterra no século XIV. Representa a Coroação da Virgem e terá vindo para Portugal com o séquito de D. Filipa de Lencastre, pela mão de Guilherme Arnao.

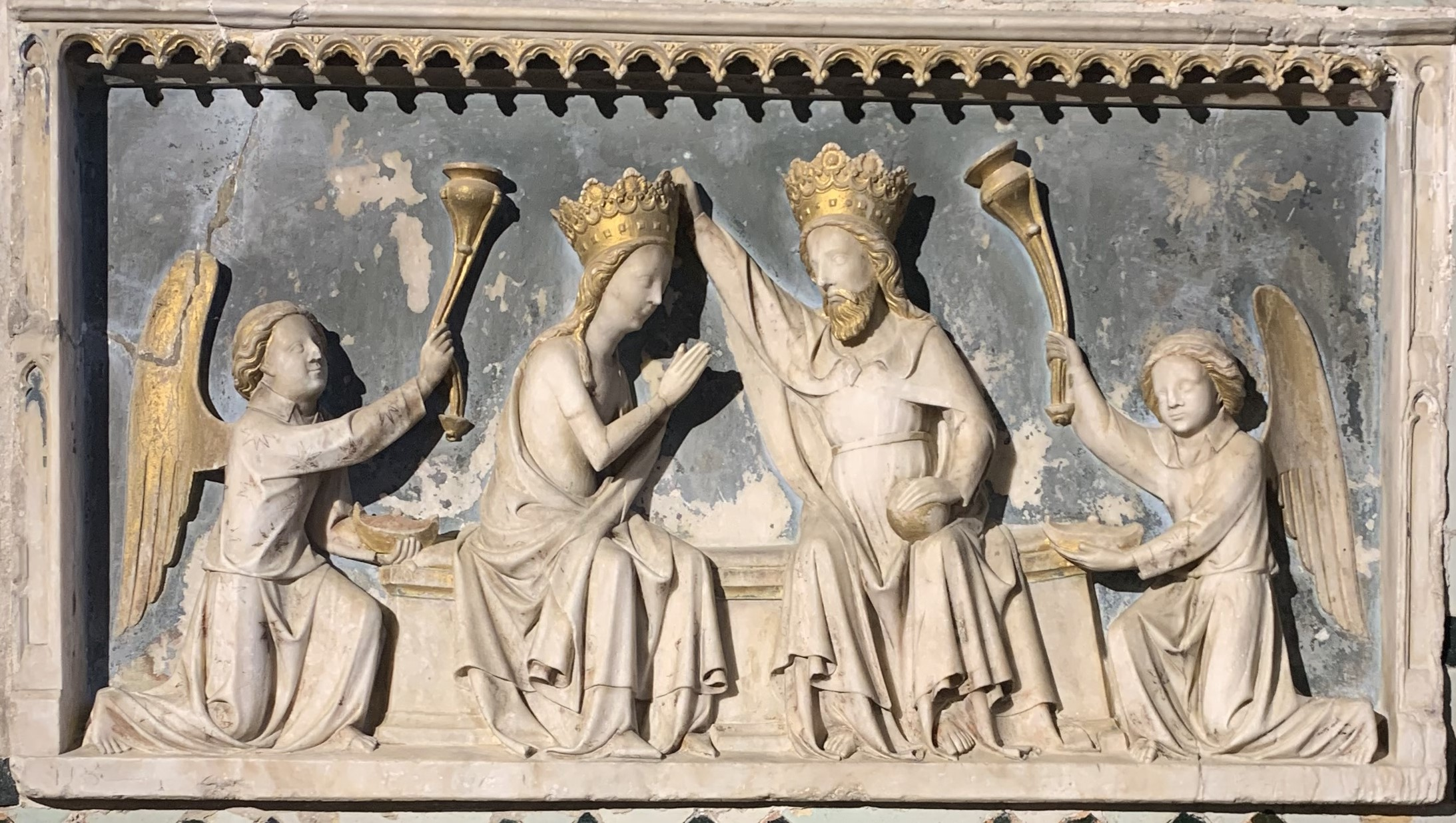

### Paço de Cernache
O Paço de Cernache, ou Casa do Paço, foi a residência dos senhores de Cernache tendo sido o primeiro Fernão Vasques Pimentel no sec XIII.

### Casa do Cabo
A Casa do Cabo é um solar do Século XVII, situado  na Rua do Cabo à entrada norte de Cernache. 

## Museu Moinho das Lapas
Dos 72 moinhos outrora existentes na freguesia de Cernache, restam, ao longo da ribeira que atravessa a vila, o moinho das Lapas agora transformado em museu, o moinho do José Café transformado num pequeno museu particular da atual proprietária Amélia Póvoa, o moinho do António Póvoa, parcialmente conservado com os seus pertences e o moinho do "Sono", o único ainda em atividade.
Os restantes ou foram demolidos ou encontram-se degradados ou mesmo em ruína. Sobre os moinhos e moleiros de Cernache veja-se o livro com o mesmo título, n.º 8 da série "Coimbra Património" editado em 2007 pela Câmara Municipal de Coimbra, à venda na Casa da Cultura.

## Atualidade
Cabeça do aeródromo de Coimbra, o ainda hoje conhecido por Aeródromo de Cernache estende-se pela freguesia vizinha.
A antiga vila viu desaparecer as suas indústrias tradicionais, a da moagem e a de escovas e vassouras, para, em seu lugar, surgirem as indústrias de cerâmica, alimentares e muitas outras de menor dimensão.

## Personalidades

### PintorBelchior da Fonseca
O pintor Belchior da Fonseca seria possivelmente natural de Cernache, pois aqui residiu na segunda metade do século XVI. Um dos mais ilustres filhos da terra foi, porém, Álvaro Anes de Cernache, que foi porta-bandeira da Ala dos Namorados na Batalha de Aljubarrota e anadel-mor dos besteiros a cavalo.

### PoetaCampos de Figueiredo(1895-1965)
Filho de um ferreiro, natural de Cernache, imortalizou a terra em belos poemas. Analisado pelos maiores nomes da crítica literária, foi incluído como um dos "Vinte Poetas Contemporâneos" por David Mourão-Ferreira (Lisboa, 1961).
Ao sol, à chuva, ao vento, edificastes
A casa onde eu nasci, a vossa face
Regou, de pranto, a terra que lavrastes.
Encontram-se poemas da sua autoria na revista Altura nº2 de Maio de 1945.

### ProfessorAníbal Pinto de Castro(1938-2010)
Um dos mais ilustres filhos da terra, de humildes origens, foi catedrático de literatura, autor de  "Retórica e Teorização Literária em Portugal", de 1973.

### EscritoraTeolinda Gersão(1940-)
Professora catedrática da Universidade Nova de Lisboa, uma das maiores escritoras portuguesas da atualidade, tem origens na terra, descendente dos criadores da farmácia do Largo da Praça, originalmente "Farmácia de Cernache".